# Bricqueville
Bricqueville és un municipi francès situat al departament de Calvados i a la regió de Normandia. L'any 2007 tenia 130 habitants.

## Demografia

### Població
El 2007 la població de fet de Bricqueville era de 130 persones. Hi havia 46 famílies de les quals 8 eren unipersonals (8 dones vivint soles i 8 dones vivint soles), 21 parelles sense fills i 17 parelles amb fills.
La població ha evolucionat segons el següent gràfic:
Habitants censats

### Habitatges
El 2007 hi havia 79 habitatges, 51 eren l'habitatge principal de la família, 27 eren segones residències i 1 estava desocupat. Tots els 78 habitatges eren cases. Dels 51 habitatges principals, 37 estaven ocupats pels seus propietaris, 13 estaven llogats i ocupats pels llogaters i 1 estava cedit a títol gratuït; 1 tenia una cambra, 2 en tenien dues, 8 en tenien tres, 12 en tenien quatre i 27 en tenien cinc o més. 35 habitatges disposaven pel capbaix d'una plaça de pàrquing. A 25 habitatges hi havia un automòbil i a 19 n'hi havia dos o més.

### Piràmide de població
La piràmide de població per edats i sexe el 2009 era:
| Homes | Edats   | Dones |
| ----- | ------- | ----- |
| 0     | 95 o +  | 0     |
| 0     | 90 a 94 | 0     |
| 0     | 85 a 89 | 0     |
| 0     | 80 a 84 | 0     |
| 0     | 75 a 79 | 0     |
| 4     | 70 a 74 | 0     |
| 4     | 65 a 69 | 12    |
| 0     | 60 a 64 | 4     |
| 0     | 55 a 59 | 0     |
| 12    | 50 a 54 | 4     |
| 0     | 45 a 49 | 8     |
| 0     | 40 a 44 | 4     |
| 8     | 35 a 39 | 0     |
| 4     | 30 a 34 | 0     |
| 12    | 25 a 29 | 4     |
| 8     | 20 a 24 | 4     |
| 4     | 15 a 19 | 0     |
| 4     | 10 a 14 | 0     |
| 0     | 5 a 9   | 0     |
| 0     | 0 a 4   | 0     |

## Economia
El 2007 la població en edat de treballar era de 87 persones, 56 eren actives i 31 eren inactives. De les 56 persones actives 48 estaven ocupades (28 homes i 20 dones) i 7 estaven aturades (4 homes i 3 dones). De les 31 persones inactives 5 estaven jubilades, 9 estaven estudiant i 17 estaven classificades com a «altres inactius».
Activitats econòmiques
Dels 6 establiments que hi havia el 2007, 1 era d'una empresa extractiva, 2 d'empreses de comerç i reparació d'automòbils, 1 d'una empresa immobiliària, 1 d'una empresa de serveis i 1 d'una empresa classificada com a «altres activitats de serveis».
L'any 2000 a Bricqueville hi havia 11 explotacions agrícoles que ocupaven un total de 304 hectàrees.

## Poblacions més properes
El següent diagrama mostra les poblacions més properes.